# هوندا سي إن 250
هوندا سي أن 250(بالإنجليزية: Honda CN250)‏ هي دراجة نارية من تصنيع هوندا.